# 류자오향

류자오 향의 위치

류자오향(한국어: 육각향, 중국어: 六腳鄉, 병음: Liùjiǎo Xiāng)은 중화민국 자이 현의 향이다. 넓이는 62.2619km2이고, 인구는 2015년 8월 기준으로 24,264명이다.

## 지리
류자오 향은 자이 현 서부에 위치하고 북쪽은 베이강시(北港渓)를 사이에 두고 윈린 현 수이린 향, 베이강 진과 동쪽은 신강 향과 동남쪽은 타이바오 시와 서쪽은 둥스 향와 남쪽은 푸쯔 시와 접하고 있다. 자난 평원 북부에 위치해 지세는 평탄하고, 연평균 기온은 22.8℃이다.

## 역사
류자오 향의 옛 이름은 육가전장(六家佃庄)이며 전승에 의하면 건륭 연간에 6호의 농가가 이곳의 개간을 행한 데에서 육가전장으로 불리게 되었다고 한다. 그 후 민난어의 '집'(ka1)과 '다리'(kioh4)의 소리가 비슷한 것으로부터 전와해 육각전(六脚佃)으로 불리게 되었다.
일본 통치 초기에는 류자오 향은 만내(灣內)와 육각전(六腳佃)으로 분할되었다. 1920년 10월의 타이완 지방제 개편 때 만내와 육각전을 아울러 롯카쿠 장(六腳庄)으로 해 다이난 주 도세키 군의 관할로 했다. 전후에는 타이난 현 둥스 구 류자오 향이 되었지만 1950년에 자이 현 류자오 향으로 고쳐져 현재에 이르고 있다.